# Prix national de la République démocratique allemande
Le prix national de la République démocratique allemande est une distinction de la République démocratique allemande (RDA) décernée à partir de 1949. Composé de trois classes, le prix était attribué à des scientifiques ou des artistes. En matière scientifique, il était généralement remis à des collectifs de chercheurs plutôt qu'à des individus.

## Histoire
L'attribution avait lieu chaque année le 7 octobre, Jour de la République . Pouvaient être distingués « des travaux créatifs remarquables dans les domaines de la science et de la technique, des découvertes importantes en mathématiques ou en sciences de la nature, des innovations techniques ou de nouvelles méthodes de production et de travail ainsi que des travaux et des performances remarquables dans les domaines artistiques et littéraires. » 
Le prix convoité pouvait récompenser, individuellement ou collectivement, des citoyens de la RDA mais également des étrangers pour autant que leurs travaux « aient servi la science ou la culture socialiste. » 
Le prix comportait trois classes ; la récompense s'élevait à 100 000 marks pour la première classe, à 50 000 marks pour la deuxième classe et à 25 000 marks pour la troisième. Il prenait la forme d'une médaille circulaire plaquée or de 26 mm de diamètre. Sur le recto figurait un portrait de Goethe et la mention Deutsche Demokratische Republik (République démocratique allemande) tandis qu'au verso figurait la mention Nationalpreis (prix national). La décoration pouvait être portée sur le côté droit de la poitrine.

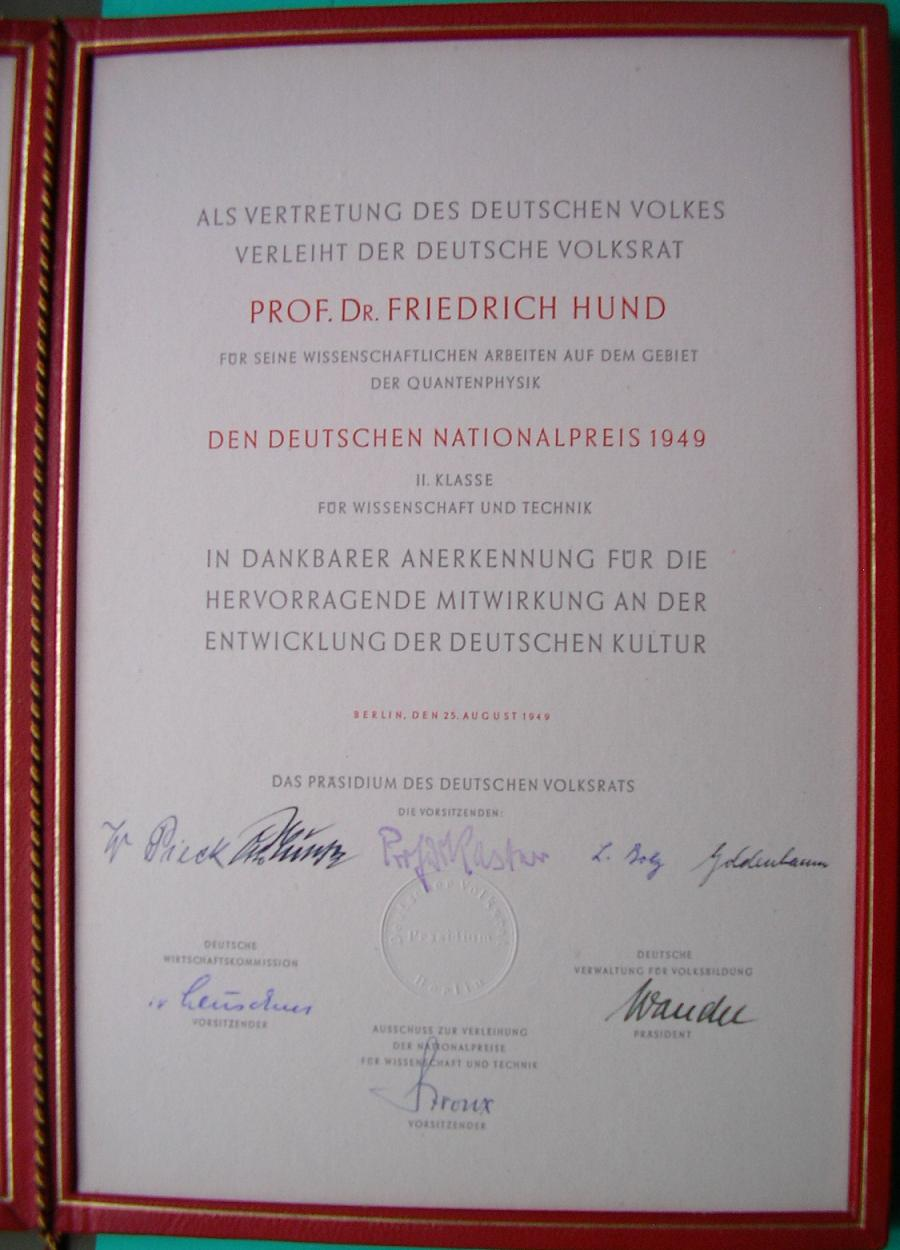
Certificat du prix national au nom de Friedrich Hund, 1949.
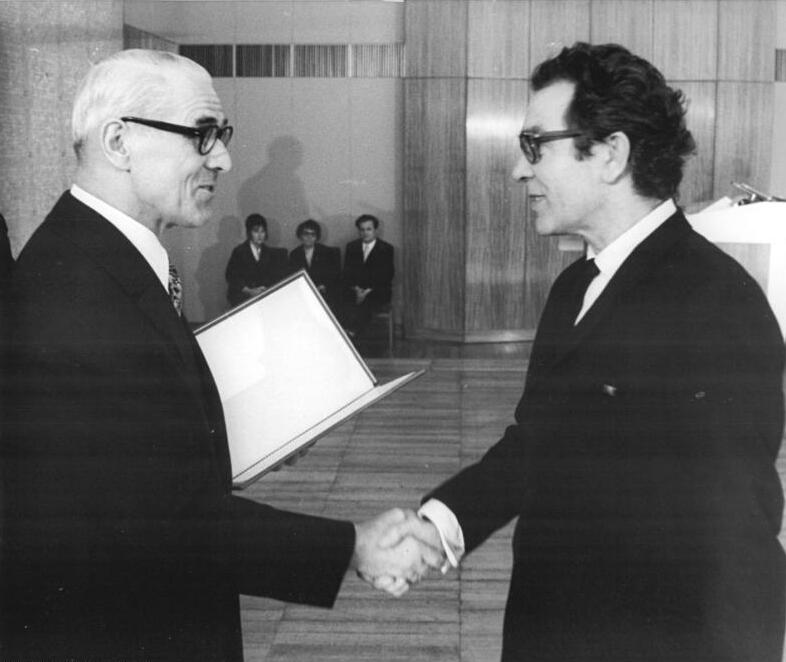
Attribution du prix national de la République démocratique allemande à Benno Besson, 1974.

## Liste des lauréats (non exhaustive)
- 1949 : Heinrich Mann, Herbert Eulenberg, Fred Oelßner, Hermann Abendroth, Jürgen Kuczynski, Erich Engel, Kurt Barthel, Friedrich Hund, Helene Weigel
- 1950 : Hans Boegehold, Hugo Schrade, August Klemm, Hans Marchvitza, Eduard Maurer, Otto Nagel, Eduard von Winterstein
- 1951 : Bertolt Brecht, Jurij Brězan, Cuno Hoffmeister, Anna Seghers, André Asriel, Erika Mann, Eduard Claudius, Carl Arthur Scheunert, Bert Heller
- 1952 : Walter Arnold, Max Burghardt, Jussuf Ibrahim, Gerhardt Katsch, Max Lingner
- 1953 : Fritz Cremer, Eberhard Schmidt, Erwin Strittmatter, Helene Weigel
- 1954 : Friedrich Behrens, Max Burghardt, Eduard Maurer
- 1955 : Ernst Bloch, Hans Marchwitza, Max Volmer, Karl Foerster, Günther Rienäcker, Max Lingner
- 1956 : Ernst Busch, Louis Fürnberg, Theodor Brugsch, Karl Eduard von Schnitzler, Richard Paulick, Paula Hertwig, Erwin Strittmatter
- 1957 : Franz Fühmann, Erich Engel, John Heartfield
- 1958 : Bruno Apitz, Manfred von Ardenne, Kurt Barthel, Fritz Cremer, Peter Adolf Thiessen
- 1959 : Stefan Heym, Alfred Lemmnitz, Erwin Kramer, Walter Arnold, Kurt Barthel, Gret Palucca, Ludwig Deiters, Werner Bergmann, Anna Seghers, Robert Havemann, Alfred Rieche
- 1960 : Karl Ewald Böhm, Werner Eggerath, Friedrich Karl Kaul, Helene Weigel
- 1961 : Helmut Baierl, Erich Brehm, Erwin Geschonneck, Hans Pischner, Die Distel
- 1962 : Walter Womacka, Werner Klemke (classe II)
- 1963 : Bruno Apitz, Horst Drinda, Gisela May
- 1964 : Christa Wolf, Jurij Brězan, Harry Thürk, Hans Marchwitza, Erik Neutsch, Bert Heller, Erwin Strittmatter
- 1965 : Manfred von Ardenne, Benno Besson, Gerhard Mohnike, Willi Neubert
- 1966 : Horst E. Brandt, Ernst Busch
- 1967 : Lea Grundig, Theo Balden
- 1968 : Lothar Bellag, Werner Bergmann, Manfred Krug
- 1969 : Alfred Kurella, Horst E. Brandt, Theo Adam, Otto Braun, Max Zimmering, Walter Womacka, Heinz Graffunder, Richard Paulick, Fritz Selbmann
- 1970 : Helmut Baierl, Günther Deicke, Horst Drinda, Peter Edel, Johann Cilenšek, Hans-Heinz Emons
- 1971 : Horst E. Brandt, Werner Bergmann, Horst Drinda, Kurt Böwe, Günter Caspar, Manfred Krug, Anna Seghers, Günther Brendel, Werner Klemke (classe I)
- 1972 : Fritz Cremer, Curt Querner, Peter Schreier, Donatas Banionis
- 1973 : Hannelore Bey, Hermann Kant, Gisela May
- 1974 : Peter Hacks, Hans Koch, Franz Fühmann, Jürgen Kuczynski, Frank Schöbel, Werner Tübke
- 1975 : Frank Beyer, Jurek Becker
- 1976 : Theo Balden, Jurij Brězan, Angelica Domröse, Heinz Graffunder, Ronald Paris, Hans Pischner, Erwin Strittmatter
- 1977 : Peter Hacks, Harry Thürk, (Deuxième attribution pour le 70e anniversaire), Werner Stötzer
- 1978 : Catégorie Sciences et techniques deuxième classe: Bernd Bonso, Docteur Roland Kiesinger), Günther Landgraf
- 1979 : Ernst Busch, Peter Damm, Erhard Albrecht
- 1980 : Heiner Carow
- 1981 : Gret Palucca, Erik Neutsch
- 1982 : Puhdys, Kurt Masur
- 1983 : Hermann Kant
- 1984 : Karat (Band), Norbert Kaiser, Reinhard Lakomy, Erwin Strittmatter
- 1985 : Wolfgang Hänsch, Kurt Demmler, Walter Womacka
- 1986 : Heiner Müller, Arno Rink, Ernst Schumacher
- 1987 : Christa Wolf, Lothar Bellag, Ruth Berghaus, Thomas Billhardt, Gisela Steineckert
- 1988 : Núria Quevedo[1]. Catégorie Sciences et techniques : Collectif de chercheurs du centre de recherche de microélectronique de Dresde (développement du "Mégabit-Chip"); Volker Braun
- 1989 : Günter de Bruyn (distinction refusée par l'écrivain), Gerhard Schöne